# Championnat d'Europe de football 1968
Navigation
Espagne 1964 Belgique 1972
Le Championnat d'Europe des nations de football 1968, troisième édition du championnat d'Europe de football, se déroule en Italie du 5 au 10 juin 1968 à partir des demi-finales. Cinq matchs sont disputés : les deux demi-finales, la finale pour la troisième place et deux matchs pour la finale, rejouée après un premier match terminé sur un score nul après prolongation et finalement remportée par l'Italie sur la Yougoslavie.
L’appellation « Championnat d'Europe des Nations » reste peu employée, au profit de « Coupe des Nations » ou « Coupe d'Europe des Nations ».

## Stades
- Stade San Paolo, Naples - Capacité* : 70 000 spectateurs
- Stade Artemio-Franchi, Florence - Capacité* : 40 000 spectateurs
- Stade olympique, Rome - Capacité* : 90 000 spectateurs

* Capacité effective au moment de la compétition

## Phase préliminaire et quarts de finale
Le premier tour de qualifications pour le championnat d'Europe des nations voit la mise en place d'un système de poules et la disparition des huitièmes de finale en raison du nombre croissant de pays engagés dans la compétition. La phase à élimination directe commence en quarts de finale.
31 nations participent à cette campagne qualificative. 8 poules sont mises en place : 7 poules de 4 équipes et 1 poule de 3 équipes. Les 8 vainqueurs de chaque poule s'affrontent lors des quarts de finale, par matchs aller-retour. Les quatre demi-finalistes se retrouvent lors du tournoi final de l'Euro, organisé par l'un des 4 pays encore en course pour le titre. Pour cette édition, c'est l'Italie qui est hôte de la phase finale.

## Phase finale

### Tableau final
|  | Demi-finales     | Demi-finales   |          |         | Finale             | Finale             |
|  | Demi-finales     | Demi-finales   |          |         | Finale             | Finale             |
|  |                  |                |          |         |                    |                    |
|  | 5 juin, Naples   | 5 juin, Naples |          |         | 8 et 10 juin, Rome | 8 et 10 juin, Rome |
|  | 5 juin, Naples   | 5 juin, Naples |          |         | 8 et 10 juin, Rome | 8 et 10 juin, Rome |
|  | Italie           | * 0 ap         |          |         | 8 et 10 juin, Rome | 8 et 10 juin, Rome |
|  | Italie           | * 0 ap         |          |         | 8 et 10 juin, Rome | 8 et 10 juin, Rome |
|  | Union soviétique | 0              |          |         | 8 et 10 juin, Rome | 8 et 10 juin, Rome |
|  | Union soviétique | 0              | Italie   | 1ap \ 2 |                    |                    |
|  | 5 juin, Florence |                | Italie   | 1ap \ 2 |                    |                    |
|  |                  | Yougoslavie    | 1 \ 0    |         |                    |                    |
|  | Yougoslavie      | Yougoslavie    | 1 \ 0    | 1       |                    |                    |
|  | Yougoslavie      |                |          | 1       |                    |                    |
|  | Angleterre       | 0              |          |         |                    |                    |
|  | Angleterre       | 0              | 3e place |         |                    |                    |
|  |                  |                |          |         |                    |                    |
|  | 8 juin, Rome     |                |          |         |                    |                    |
|  |                  |                |          |         |                    |                    |
|  | Angleterre       | 2              |          |         |                    |                    |
|  | Angleterre       | 2              |          |         |                    |                    |
|  | Union soviétique | 0              |          |         |                    |                    |
|  | Union soviétique | 0              |          |         |                    |                    |

* : Qualification par tirage au sort

### Demi-finales
Le match opposant l'équipe locale à l'URSS se termine au bout de la prolongation par un score nul et vierge. Les tirs au but n'existant pas encore, c'est par tirage au sort que l'Italie obtient son billet pour la finale.
| Entraîneur :  |
| F. Valcareggi |

| Entraîneur : |
| M. Yakushin  |

| Entraîneur :  |
| F. Valcareggi |

| Entraîneur : |
| M. Yakushin  |

À l'inverse de l'autre rencontre, le temps règlementaire suffit pour décider de la qualification. Les Yougoslaves battent les Anglais qui disputaient leur premier Euro.
| Entraîneur : |
| R. Mitić     |

| Entraîneur : |
| A. Ramsey    |

| Entraîneur : |
| R. Mitić     |

| Entraîneur : |
| A. Ramsey    |

### Match pour la3eplace
L'Angleterre obtient le bronze face au champion 1960 et vice-champion 1964.
| Entraîneur : |
| A.Ramsey     |

| Entraîneur : |
| M.Yakushin   |

| Entraîneur : |
| A.Ramsey     |

| Entraîneur : |
| M.Yakushin   |

### Finale
| Titulaires : |  |
| |  |
| Dino Zoff Pietro Anastasi Tarcisio Burgnich Ernesto Castano Angelo Domenghini Giacinto Facchetti Giorgio Ferrini Antonio Juliano Aristide Guarneri Pierino Prati Giovanni Lodetti |  |
| Entraîneur : |  |
| Ferruccio Valcareggi |  |

| Titulaires : |  |
| |  |
| Ilja Pantelic Mirsad Fazlagić Milan Damjanovic Blagoje Paunovic Dragan Holcer Ilija Petković Jovan Acimovic Vahidin Musemic Dragan Džajić Miroslav Pavlovic Dobrivoje Trivic |  |
| Entraîneur : |  |
| Rajko Mitic |  |

| Titulaires : |  |
| |  |
| Dino Zoff Pietro Anastasi Tarcisio Burgnich Ernesto Castano Angelo Domenghini Giacinto Facchetti Giorgio Ferrini Antonio Juliano Aristide Guarneri Pierino Prati Giovanni Lodetti |  |
| Entraîneur : |  |
| Ferruccio Valcareggi |  |

| Titulaires : |  |
| |  |
| Ilja Pantelic Mirsad Fazlagić Milan Damjanovic Blagoje Paunovic Dragan Holcer Ilija Petković Jovan Acimovic Vahidin Musemic Dragan Džajić Miroslav Pavlovic Dobrivoje Trivic |  |
| Entraîneur : |  |
| Rajko Mitic |  |

La finale se termine sur un score nul après prolongation et doit donc être rejouée.
| Titulaires : |  |
| |  |
| Dino Zoff Pietro Anastasi Tarcisio Burgnich Giancarlo De Sisti Angelo Domenghini Giacinto Facchetti Giorgio Ferrini Roberto Rosato Aristide Guarneri Alessandro Salvadore Luigi Riva |  |
| Entraîneur : |  |
| Ferruccio Valcareggi |  |

| Titulaires : |  |
| |  |
| Ilja Pantelic Mirsad Fazlagić Milan Damjanovic Blagoje Paunovic Dragan Holcer Idriz Hošić Jovan Acimovic Vahidin Musemic Dragan Džajić Miroslav Pavlovic Dobrivoje Trivic |  |
| Entraîneur : |  |
| Rajko Mitic |  |

| Titulaires : |  |
| |  |
| Dino Zoff Pietro Anastasi Tarcisio Burgnich Giancarlo De Sisti Angelo Domenghini Giacinto Facchetti Giorgio Ferrini Roberto Rosato Aristide Guarneri Alessandro Salvadore Luigi Riva |  |
| Entraîneur : |  |
| Ferruccio Valcareggi |  |

| Titulaires : |  |
| |  |
| Ilja Pantelic Mirsad Fazlagić Milan Damjanovic Blagoje Paunovic Dragan Holcer Idriz Hošić Jovan Acimovic Vahidin Musemic Dragan Džajić Miroslav Pavlovic Dobrivoje Trivic |  |
| Entraîneur : |  |
| Rajko Mitic |  |

L'Italie remporte enfin un match lors du tournoi final en s'imposant face à la Yougoslavie dans la deuxième finale : elle est sacrée championne d'Europe. Ce sera le dernier match rejoué lors d'un Euro, et la seule finale d'une compétition internationale de football dans ce cas.

## Palmarès et récompenses

### Joueur clé
L'UEFA a désigné l'italien Dino Zoff comme joueur clé de la compétition.

### Équipe-type
| Gardiens  | Défenseurs                                                        | Milieux                  | Attaquants                                             |
| --------- | ----------------------------------------------------------------- | ------------------------ | ------------------------------------------------------ |
| Dino Zoff | Mirsad Fazlagić Giacinto Facchetti Albert Schesternev Bobby Moore | Ivan Osim Sandro Mazzola | Angelo Domenghini Geoff Hurst Luigi Riva Dragan Džajić |

### Meilleur buteur
2 buts   
- Dragan Džajić